# Trifești (Iași)
Pour les articles homonymes, voir Trifești.
Trifești est une commune roumaine située dans le județ de Iași.